# 原コウ子
原 コウ子（はら こうこ、1896年1月15日 - 1988年6月25日）は、俳人。本名・コウ。旧姓・志賀。
大阪府貝塚町（現貝塚市）出身。泉南高等女学校（現大阪府立和泉高等学校）卒。1916年より「ホトトギス」投句。原石鼎選の入門欄だった縁で1918年に石鼎と結婚。1951年、石鼎の死没により「鹿火屋」主宰を継承。1974年、高齢のため養子の原裕に同主宰を譲る。句集に『昼顔』『胡卉』『胡色』、著書に『石鼎とともに』がある。

## 著書
- 『昼顔』原コウ子句集刊行会　1958年
- 『石鼎とともに』明治書院　1979年
- 『原コウ子集』（自註現代俳句シリーズ）俳人協会　1980年

## 関連文献
- 秋山素子 『魂のはな 原コウ子評伝』ふらんす堂、2002年